# Kilowatitos del Nuevo Necaxa
El Club Deportivo Nuevo Necaxa, más conocido como Kilowatitos del Nuevo Necaxa fue un equipo de fútbol mexicano que jugó en las divisiones Segunda, Segunda B y Tercera.

## Historia
El Nuevo Necaxa fue fundado en 1964, en el marco de las celebraciones del 50.º aniversario del Sindicato Mexicano de Electricistas bajo el nombre de Club Deportivo Electra. El equipo fue uno de los 16 conjuntos fundadores de la Tercera División Mexicana en la temporada 1967-68.
El momento de relevancia del equipo llegó en 1970, cuando el Club Necaxa fue adquirido por empresarios españoles que lo transformaron en el Atlético Español, motivo que llevó al entonces secretario del SME, Jorge Torres Ordóñez a utilizar al Nuevo como un elemento para revivir la esencia de los Rayos que habían desaparecido. El sindicato tuvo control del equipo necaxista desde 1943 hasta 1969.
El auge de los llamados Kilowatitos empezó a rendir frutos en la temporada 1972-73, cuando el equipo logró terminar entre los primeros tres lugares de la Tercera División y de esta forma acceder a una promoción de ascenso contra el conjunto de los Albinegros de Orizaba, los rojiblancos derrotaron por 5-3 en el global a los veracruzanos logrando de esta forma su entrada a la Segunda División.
En su primera temporada en la división de plata, el equipo neonecaxista logró permanecer en la categoría con cinco puntos de ventaja sobre los clubes que jugaron la promoción empezando a consolidarse. En su segundo campeonato, el club poblano logró acceder a la liguilla por el campeonato, donde finalizaría en la cuarta posición.
Tras su segunda temporada, el Nuevo Necaxa tendría unas temporadas irregulares en las cuales lograría asegurar la permanencia o posiciones de media tabla sin trascender, fue hasta 1980 cuando regresaron a una liguilla de campeonato en la que fueron eliminados de la final por una menor diferencia de goles ante los Osos Grises del Estado de México. Para la temporada 1981-1982 el equipo se muda a la población de Amecameca, en el Estado de México. El cuadro volvería de nuevo a las instancias finales en 1983, cuando de nuevo quedaría en segunda posición de su grupo siendo eliminados por la Unión de Curtidores, en ese periodo además se dio el resurgimiento del Club Necaxa de la mano del Grupo Televisa, por lo que se mantuvo ajeno a la institución. 
En 1985, los Kilowatitos del Nuevo Necaxa descenderían a la Segunda B, sin embargo permanecieron en la Segunda División tras adquirir la franquicia de los Titanes de Tulancingo. Sin embargo en 1987 el equipo caería a la tercera categoría tras quedar último en el grupo final de descenso.
Finalmente en 1988, la directiva vendería la franquicia del equipo y este pasaría a denominarse los Linces de San Luis.

## Relación con el Club Necaxa
Pese a lo que el nombre sugiere, durante muy pocos años existió una relación directa entre el equipo de los Electricistas del Necaxa y los Kilowatitos de Nuevo Necaxa,[cita requerida] únicamente entre los años de 1964 a 1965 ambos clubes estuvieron bajo la influencia de la Compañía de Luz y el Sindicato Mexicano de Electricistas, ya que el equipo principal fue vendido al empresario Julio Orvañanos.
Durante los años en los que el Necaxa fue sustituido por el Toros del Atlético Español, de 1971 a 1982, fue cuando los dirigentes del gremio de los electricistas trataron de rescatar la esencia del club original en la alternativa nacida en el estado de Puebla, sin embargo, el proyecto de renacimiento empezó a caerse cuando los todavía dueños españoles decidieron resucitar al equipo original, para terminar con cualquier intento en 1983 al vender a los Electricistas a Televisa, quienes alejaron al equipo de cualquier relación con sus anteriores propietarios.